# Giorgio Ardisson
Giorgio Ardisson (Rocca Canavese, 31 dicembre 1931 – Cerveteri, 11 dicembre 2014) è stato un attore italiano noto a livello internazionale anche come George Ardisson.

## Biografia

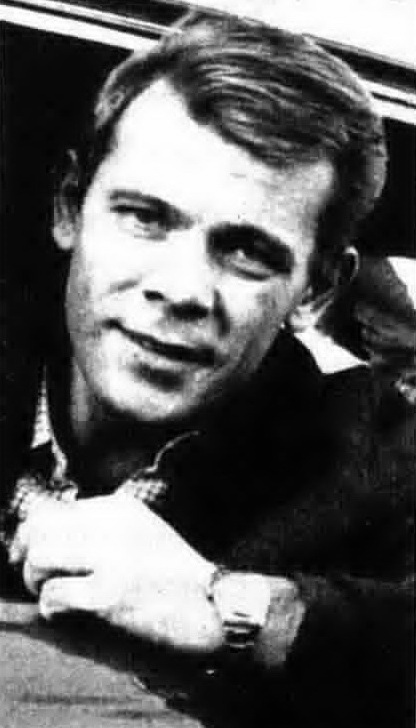
Giorgio Ardisson in una foto del 1971

Nato nel 1931 a Rocca Canavese, in provincia di Torino, da padre piemontese e madre calabrese, nel 1959 si trasferì a Roma ed esordì nel mondo del cinema con una piccola parte nel film Arrangiatevi di Mauro Bolognini; nel tempo si specializzò soprattutto in film d'azione e d'avventura, anche grazie alla notevole presenza scenica e al fisico atletico. 
Ottenne successo come protagonista nella serie spionistica dedicata all'agente 3S3; nella sua ampia filmografia spicca anche un ruolo nel film Giulietta degli spiriti (1965) di Federico Fellini, e per ben due volte in Zorro alla corte di Spagna e El Zorro (La Volpe) vestì i panni di Zorro. Nel corso degli anni si rivelò un attore poliedrico, interpretando film di diverso genere. Sono presenti nel suo curriculum pellicole che vanno dallo spaghetti western ai film erotici passando attraverso film di spionaggio, film d'autore, film di fantascienza e film dell'orrore.
Raggiunse l'apice della carriera nella seconda metà degli anni sessanta senza poi riuscire, però, ad imprimere quella svolta che gli consentisse di affermarsi completamente come attore e al tempo stesso di conquistare il grande successo di pubblico. Questo, a detta dello stesso Ardisson, fu dovuto al fatto che da quel periodo in poi egli stesso chiese ai produttori di non affidargli più le parti dell'eroe positivo e vincente perché voleva provare a cimentarsi anche con altri ruoli, a suo dire, più impegnativi. 
Nel 2010 presenziò come ospite alla decima edizione del Piemonte Movie Festival, andato in scena a Torino dal 4 al 12 marzo. Sposato per oltre sessant'anni con la stessa moglie, morì dopo una lunga malattia l'11 dicembre 2014 a Cerveteri, località alla quale era molto legato e nella quale era spesso coinvolto in iniziative culturali e dove, per volere della famiglia, i funerali si svolsero in forma riservata.

## Filmografia

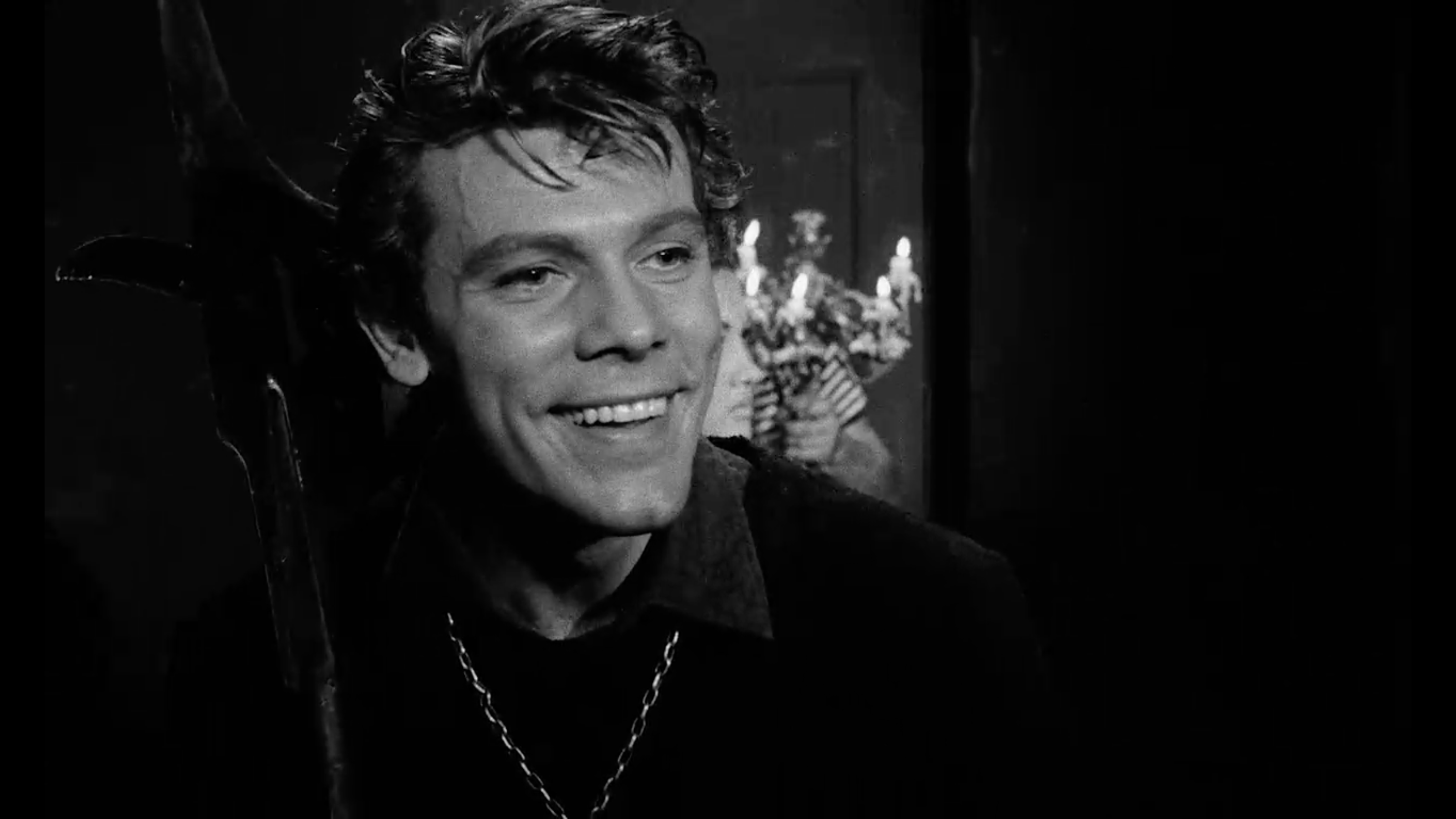
Giorgio Ardisson in Sfida al diavolo (1963)

Barbara Simons e Giorgio Ardisson in Agente 3S3 - Passaporto per l'inferno (1965)

Giorgio Ardisson in Asso di picche - Operazione controspionaggio (1965)

Giorgio Ardisson in Agente 3S3 - Massacro al sole (1966)

Giorgio Ardisson in Chiedi perdono a Dio... non a me (1968)

### Cinema
- Arrangiatevi, regia di Mauro Bolognini (1959)
- Morgan il pirata, regia di André De Toth e Primo Zeglio (1960)
- L'ultimo dei Vikinghi, regia di Giacomo Gentilomo (1961)
- Ercole al centro della Terra, regia di Mario Bava (1961)
- Gli invasori, regia di Mario Bava (1961)
- Twist, lolite e vitelloni, regia di Marino Girolami (1962)
- Zorro alla corte di Spagna, regia di Luigi Capuano (1962)
- Una regina per Cesare, regia di Piero Pierotti (1962)
- Sfida al diavolo, regia di Nello Vegezzi (1963)
- Massacro al Grande Canyon, regia di Sergio Corbucci (1964)
- I lunghi capelli della morte, regia di Antonio Margheriti (1964)
- Agente 3S3 - Passaporto per l'inferno, regia di Sergio Sollima (1965)
- Hercules and the Princess of Troy, regia di Albert Band (1965)
- Giulietta degli spiriti, regia di Federico Fellini (1965)
- Asso di picche - Operazione controspionaggio, regia di Nick Nostro (1965)
- Agente 3S3 - Massacro al sole, regia di Sergio Sollima (1966)
- Inferno a Caracas (Fünf vor 12 in Caracas), regia di Marcello Baldi (1966)
- Omicidio per appuntamento, regia di Mino Guerrini (1967)
- La lunga sfida, regia di Nino Zanchin (1967)
- Chiedi perdono a Dio... non a me, regia di Glenn Vincent Davis (1968)
- O tutto o niente, regia di Guido Zurli (1968)
- El Zorro (La Volpe), regia di Guido Zurli (1968)
- Una ragazza di Praga, regia di Sergio Pastore (1969)
- Il tuo dolce corpo da uccidere, regia di Alfonso Brescia (1970)
- L'oro dei Bravados, regia di Giancarlo Romitelli (1970)
- Femmine carnivore, regia di Zbyněk Brynych (1970)
- Django sfida Sartana, regia di Pasquale Squitieri (1970)
- L'uomo più velenoso del cobra, regia di Bitto Albertini (1971)
- L'assassino, speranza delle donne, regia di Giuseppe Gatt (1972)
- La vergine di Bali, regia di Guido Zurli (1972)
- La nipote, regia di Nello Rossati (1974)
- Ciak si muore, regia di Mario Moroni (1974)
- Commissariato di notturna, regia di Guido Leoni (1974)
- L'ingenua, regia di Gianfranco Baldanello (1975)
- Sedici anni, regia di Tiziano Longo (1975)
- Il torcinaso - Quando il sangue diventa bollente, regia di Giancarlo Romitelli (1975)
- La Guerre Du Petrole N' Aura Pas Lieu, regia di Souheil Ben-Barka (1975)
- Faccia di spia, regia di Giuseppe Ferrara (1975)
- Una vergine in famiglia, regia di Mario Siciliano (1975)
- Lo stallone, regia di Tiziano Longo (1975)
- Il signor Ministro li pretese tutti e subito, regia di Sergio Grieco (1977)
- Polizia selvaggia, regia di Guido Zurli (1977)
- Occhi dalle stelle, regia di Mario Gariazzo (1978)
- Pensione amore servizio completo, regia di Luigi Russo (1979)
- Supersexymarket, regia di Mario Landi (1979)
- Eroina, regia di Massimo Pirri (1980)
- Il viziaccio, regia di Mario Landi (1980)
- Erotic Family, regia di Mario Siciliano (1980)
- Carcerato, regia di Alfonso Brescia (1981)
- Apocalisse di un terremoto, regia di Sergio Pastore (1982)
- Pin il monello, regia di Sergio Pastore (1982)
- La villa delle anime maledette, regia di Carlo Ausino (1982)
- Amok, regia di Souheil Ben-Barka (1983)
- La donna del mare, regia di Sergio Pastore (1984)
- I mercenari raccontano..., regia di Sergio Pastore (1985)
- La croce dalle sette pietre, regia di Marco Antonio Andolfi (1987)
- Delitti, regia di Sergio Pastore (1987)
- La trasgressione, regia di Fabrizio Rampelli (1988)
- La tempesta, regia di Giovanna Lenzi (1988)
- La vendetta, regia di Leandro Lucchetti (1989)
- Viaggio di nozze in giallo, regia di Michelangelo Jurlaro (1990)
- Una donna da guardare, regia di Michele Quaglieri (1991)
- Shadow Warriors, regia di Max Ferro (1992)

### Televisione
- I racconti di padre Brown, regia di Vittorio Cottafavi – miniserie TV, 1 puntata (1971)

## Doppiatori italiani
- Giuseppe Rinaldi ne Gli invasori, I lunghi capelli della morte, Asso di picche - Operazione controspionaggio, La lunga sfida, L'uomo più velenoso del cobra
- Pino Locchi in Arrangiatevi, Ercole al centro della Terra, La nipote, L'ingenua
- Sergio Graziani in Agente 3S3 - Passaporto per l'inferno, Agente 3S3 - Massacro al sole, Chiedi perdono a Dio... non a me, Il tuo dolce corpo da uccidere
- Sergio Rossi in L'oro dei Bravados, Il torcinaso - Quando il sangue diventa bollente
- Cesare Barbetti in Morgan il pirata
- Riccardo Cucciolla in Zorro alla corte di Spagna
- Giorgio Piazza in O tutto o niente
- Luciano Melani in El Zorro (La Volpe)
- Renato Turi in Django sfida Sartana
- Pino Colizzi in La vergine di Bali
- Angelo Nicotra ne La croce dalle sette pietre